# ویلچا گورا (استان ماسوویان)
ویلچا گورا (استان ماسوویان) (به لاتین: Wilcza Góra) یک روستا در لهستان است که در گمینا لشنووولا واقع شده‌است.